# Stroud District
 Stroud District  är ett distrikt (motsvarande kommun) i grevskapet Gloucestershire i England, Storbritannien. Distriktet har 123 205 invånare (2022). Huvudort är staden Stroud. Distriktet är indelat i 53 civil parishes. 